# Rasemia
Rasemia is een geslacht van vlinders van de familie tandvlinders (Notodontidae), uit de onderfamilie Notodontinae.

## Soorten
- R. citaria (Schaus, 1893)
- R. dasychira (Hampson, 1910)
- R. descarpentrianum (Viette, 1954)
- R. euzopherodes (Hampson, 1910)
- R. macrodonta (Hampson, 1909)